# Franck Badiou
Franck William Badiou (* 24. März 1967 in Vitry-sur-Seine) ist ein ehemaliger französischer Sportschütze und heutiger Biathlontrainer.

## Erfolge
Franck Badiou nahm an vier Olympischen Spielen mit dem Luftgewehr teil. Bei den Olympischen Spielen 1988 in Seoul belegte er den zehnten Platz, vier Jahre darauf gelang ihm in Barcelona dagegen mit 591 Punkten die Qualifikation für das Finale. In diesem erzielte er weitere 100,9 Punkte und schloss den Wettbewerb mit insgesamt 691,9 Punkten auf dem Silberrang hinter Juri Fedkin und vor Johann Riederer ab. Die Spiele 1996 in Atlanta beendete Badiou auf dem 18. Platz. 2000 in Sydney kam er nicht über den 31. Platz hinaus.
Badiou wurde gemeinsam mit Nicolas Berthelot und Jean-Pierre Amat 1989 in Sarajevo im Mannschaftswettbewerb Weltmeister mit dem Luftgewehr. 1993 in Brno wurde er Europameister.
2016 wurde er Nachfolger von Siegfried Mazet als Schießtrainer der französischen Biathlon-Nationalmannschaft der Herren. Nach der Olympiasaison 2017/18 gab er den Posten an Vincent Vittoz ab. Zur Saison 2019/20 kehrte er als Nachfolger des nur ein Jahr amtierenden Vincent Porret als Schießtrainer der Nationalmannschaft der Damen zum Französischen Skiverband zurück, legte dieses Amt jedoch überraschend ebenfalls nach der Saison wieder ab. Zu seinem Nachfolger wurde sein Vor-Vorgänger Jean-Paul Giachino ernannt.